# Камбронн, Пьер Жак Этьен
Пьер Жак Этьен Камбронн (фр. Pierre-Jacques-Etienne Cambronne) (26 декабря 1770, Нант, департамент Луара Атлантическая — 29 января 1842, Нант) — французский генерал. Сын торговца. Первоначально собирался продолжить дело отца, но не чувствуя интереса к коммерции, после смерти Камбронна-старшего, изменил свои планы. 20 ноября 1813 произведен в бригадные генералы. Обладатель титулов: барон (с 4 июня 1810) и граф (со 2 июня 1815) Империи. Женат на Мери Осборн, шотландской медсестре, ухаживавшей за генералом в плену после пулевого ранения в голову.

## На пути к военной славе (1791—1800)
26 сентября 1791 года Камбронн вступил волонтёром в 1-й батальон Национальной гвардии Луары. 7 ноября того же года был определён в гренадеры. 27 июля 1792 года переведён в 1-й батальон Майена и Луары. До середины 1793 года сражался в рядах Арденнской, а затем Северной армий. 10 сентября 1793 года Камбронн получил свой первый офицерский чин — его произвели в лейтенанты. Почти ровно через год, 6 октября 1794 года, храброго и беззаветно преданного делу Революции офицера, отличившегося в борьбе с роялистами в Вандее, избрали капитаном карабинеров 2-го французского легиона. Особенно успешным предприятием в деле борьбы с контрреволюцией, в котором принял участие Камбронн, стало сражение при Кибероне 19 июля 1795 года, итогом которого явилось полное уничтожение эмигрантского десанта, высаженного на юге Бретани. 22 октября 1796 года Камбронна перевели в 46-й линейный полк, вместе с которым он в 1797 году участвовал в неудачной экспедиции генерала Гоша в Ирландию. В 1798 году молодой капитан состоял в Армии Англии, а в 1799-м — в Дунайско-Гельветической армии. Во время Швейцарской кампании 1799 году имя Камбронна неоднократно фигурировало в боевых сводках. Он жаждал подвигов и совершал их. Так, например, в битве под Цюрихом, благодаря своей отваге, граничившей с безрассудством, сумел в ходе яростной штыковой атаки захватить 2 русских орудия.

## «Первый гренадер республики»
Наступление нового столетия не принесло облегчения революционной Франции — на суше и на море республика сражалась за право на существование. Пьер Камбронн, верный сын своего отечества, в 1800—1801 бился с врагами в рядах Рейнской армии и отличился в сражении при Оберхаузене (27 июня 1800). За свою храбрость, проявленную в кампанию 1800 он удостоился почетного звания «первого гренадера республики», вместо погибшего капитана Теофила Латур д’Оверня. Однако, Камбронн отказался от этого звания, посчитав, что он недостоин его. В 1801-03 Камбронн служил в гарнизоне Дюнкерка, а в 1804-05 состоял в Береговой армии, стоявшей в Булонском лагере (будущая Великая Армия).

## Основные этапы военной карьеры (1805—1812)
29 августа 1805 Камбронна назначили командиром батальона 88-го линейного полка, который в составе 3-й дивизии 5-го корпуса маршала Ланна успешно воевал в Австрии, Германии и Польше в 1805—07, отличившись в сражениях при Аустерлице, Йене и Пултуске. В 1808 Камбронна ненадолго переводят на испанский театр военных действий, а уже через год ему предстояло вернуться в Австрию в составе нового подразделения — 1-й полка гвардейских егерей, куда его определяют 11 апреля 1809. На новом месте Камбронн долго не задержался, в том же году его направили на не менее почетную должность — командиром в 1-й полк вольтижёров Императорской гвардии (бывший 1-й полк тиральеров-егерей). В ходе австро-французской войны 1809 Камбронн проявил присущую ему отчаянную храбрость, особенно в битве при Ваграме. В 1810 он вновь вернулся в Испанию, где обстановка складывалась отнюдь не в пользу французских войск. На Пиренейском полуострове он оставался до 1813, и за это время успел 6 августа 1811 получить звание командира 3-го гвардейского вольтижёрского полка.

## Кампания в Саксонии (1813)
Ошибка известного энциклопедиста Жоржа Сикса привела к тому, что Камбронна упорно направляют в Россию. На самом же деле, его полк до весны 1813 года пробыл в Испании.
6 апреля 1813 года Камбронн был вызван в Тюильри, где Наполеон вручил ему командорскую степень ордена Почётного Легиона. Поскольку Камбронн особо не отличился в Испанской кампании, эту награду можно посчитать авансом. И Император не ошибся. Командирский талант Камбронна раскрылся в следующей Саксонской кампании.
В составе корпуса маршала Нея он принял участие в битвах при Лютцене (2 мая) и Бауцене (21 мая).
В августе 1813 его переводят в 3-ю бригаду дивизии генерала Дюмутье, а уже 14 сентября ему приказано принять командование 2-м полком пеших егерей Императорской гвардии. Генерал участвует в битвах при Дрездене и Лейпциге. В сражении при Ханау 30 — 31 октября Камбронн во главе трех рот атаковал вражеский батальон и принудил его сложить оружие. Его подвиг не остается незамеченным и 20 ноября 1813 его повышают в чине до бригадного генерала и попутно назначают командиром 1-го гвардейского егерского полка. 21 декабря того же года Камбронну в подчинение передают 2-й бригаду 1-й дивизии Старой гвардии.

## Поле битвы — Франция. Изгнание на остров Эльбы
В трагический для императорской Франции 1814, Камбронн, командуя гвардейскими егерями, отличился в сражениях в Шампани и был четырежды ранен: при Бар-сюр-Об (пулей в бедро), Краоне (дважды — картечью в левую руку, пулей в левый бок) и один раз при обороне Парижа (контузия в подколенную впадину). 2 апреля 1814 он получил в командование гренадерскую бригаду дивизии генерала Л. Фриана, в составе которой он достойно сражался с превосходящими силами противника вплоть до отречения Наполеона. 13 апреля его назначили командиром батальона, который должен был охранять Императора на острове Эльбы.
Эта часть вошла в историю под названием «батальон Наполеона». В изгнании Камбронн командовал гвардией императора и был комендантом Порто-Феррайо.

## Ватерлоо. «Гвардия умирает, но не сдаётся»

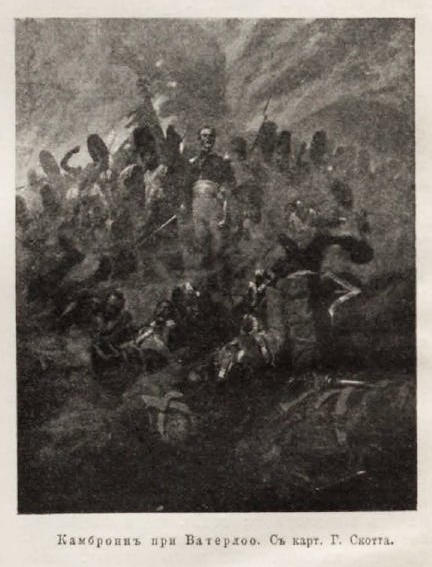
Рисунок из «ВЭС»

Ссылка Наполеона на Эльбе продолжалась недолго. Уже 26 февраля 1815 года Камбронн покинул остров вместе со своим императором, и сразу после высадки во французской бухте Жюан 1 марта был назначен командиром авангарда, идущего на Париж впереди небольшой армии Наполеона. 21 марта состоялось торжественное вступление Наполеона в Париж. Первой в столицу по традиции вошла гвардия, во главе которой стоял Камбронн. Уже 20 марта Наполеон произвел своего верного соратника в дивизионные генералы, но Камбронн из скромности отказался от этого звания. Тогда 13 апреля 1815 года император вернул ему должность командира 1-го полка пеших егерей Императорской гвардии. Именно с этим полком ему предстояло войти в историю во время битвы при Ватерлоо (18 июня 1815 года). В конце того рокового дня, когда участь французов с подходом прусской армии Блюхера уже была решена, Камбронн построил в каре 2-й батальон своего полка и, будучи окруженным со всех сторон неприятелем, на предложение капитулировать ответил резким отказом. Англичанам не потребовалось дальнейших объяснений после того как генерал произнес легендарную фразу: «La Garde meurt, mais ne se rend pas» («Гвардия умирает, но не сдается»), присовокупив к ней крепкое ругательство — «Merde!» («Дерьмо!»). Английские пушки смели картечью бесстрашных гвардейцев; Камбронн, получив тяжелые ранения, в бессознательном состоянии был взят в плен и увезен в Англию.
На сегодняшний день существуют разные предположения относительно того, кто же всё-таки произнес слова, приписываемые Камбронну. По всей видимости, сам он вряд ли что-то говорил в ту минуту, когда англичане и пруссаки окружили оставшихся в живых французских солдат, поскольку был тяжело ранен. Более правдоподобно выглядит версия о том, что знаменитая фраза прозвучала из уст погибшего в ходе этого сражения генерала Мишеля. Согласно Виктору Гюго, оставившего нам одно из лучших описаний битвы при Ватерлоо в романе «Отверженные», Камбронн произнёс лишь вышеупомянутое нелитературное «слово Камбронна» (mot de Cambronne), которое стало неотъемлемым атрибутом наполеоновской легенды.

## «Тёплая» встреча на родине. Возвращение на службу

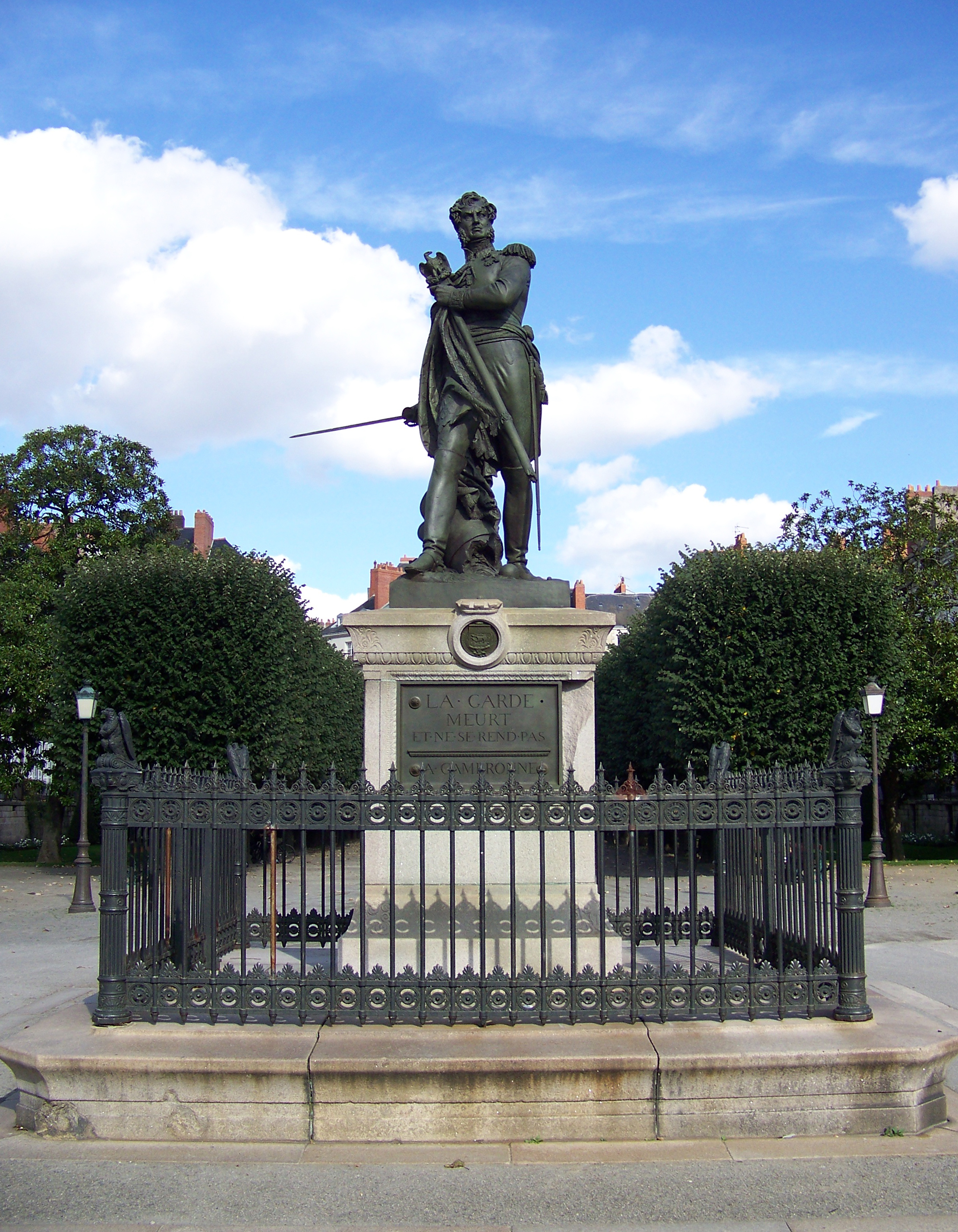
Площадь Кур-Камбронн в Нанте и памятник генералу

Только 17 декабря 1815 Камбронн смог вернуться во Францию. Он был немедленно арестован по обвинению в помощи «корсиканскому чудовищу». Однако на суде, состоявшемся 26 апреля 1816 его оправдали, как человека, не присягавшего на верность королю. 4 мая он, наконец, вышел на свободу. Через четыре года после того как немного поулеглись страсти, связанные с именем императора Наполеона, Людовик XVIII восстановил Камбронна в звании генерал-майора («maréchal de camp» (фр.)) (21 апреля 1820) и назначил его командующим 1-й дивизией 16-го военного округа в Лилле. 17 августа 1822 генерал даже получил титул виконта. В 1823 Камбронн вышел в отставку и вернулся в Нант. Там же он и скончался в ночь с 28 на 29 января 1842.
По инициативе жителей Нанта в 1848 Пьеру Камбронну была установлена статуя, в знак признания его выдающихся заслуг перед отчизной. Имя генерала носит площадь Кур-Камбронн, на которой стоит памятник, — одно из наиболее живописных мест Нанта.
Наполеон Бонапарт в своем завещании выделил Камбронну в общей сумме 150 тысяч франков.

## Награды
- Орден Почётного легиона:

Легионер (14 июня 1805 года);
Офицер (16 января 1807 года);
Командор (6 апреля 1813 года);
Великий офицер (1 апреля 1815).
- Орден Святого Людовика, кавалер (18 августа 1818 года).

## Образ в кино
- «Майское поле» (Италия, 1936) — актёр Марчелло Джорда[итал.]
- «Удивительная судьба Дезире Клари[фр.]» (Франция, 1942) — актёр Жорж Туррейль[фр.]
- «Наполеон[итал.]» (Италия, 1951) — актёр Раймондо Вианелло[итал.]
- «Наполеон: путь к вершине» (Франция, Италия, 1955) — актёр Ноэль Роквер
- «Ватерлоо» (Италия, СССР, 1970) — актёр Евгений Самойлов